# Associazione Calcio Savona 1942-1943
Questa voce raccoglie le informazioni riguardanti l'Associazione Calcio Savona nelle competizioni ufficiali della stagione 1942-1943.

## Stagione
Nella stagione 1942-1943 il Savona disputa il campionato di Serie B, raccoglie 18 punti con il diciassettesimo posto. Sono state promosse in Serie A il Modena ed il Brescia. Si è disputato un campionato in piena seconda guerra mondiale, avversato dall'intensificarsi delle ostilità belliche, infatti nel girone di ritorno, la Federazione si è trovata costretta ad escludere d'autorità la Palermo Juventina dal campionato, annullandone i risultati fino ad allora ottenuti, per le difficoltà di spostarsi, prima, nel corso e dopo l'avvenuto sbarco degli alleati americani in Sicilia. Il Savona allenato da Rinaldo Roggero, ha ottenuto sette vittorie, quattro pareggi e ventuno sconfitte. Con 8 reti Aldo Fumagalli è stato il miglior realizzatore dei biancoazzurri. Al termine del torneo la Federazione ha annullato le quattro retrocessioni, compresa quella del Savona. Anche nella Coppa Italia è stato breve il percorso dei liguri, sconfitti (6-1) a Lodi il 13 settembre nel turno di qualificazione. Il torneo cadetto non ha previsto retrocessioni.

## Rosa
| N. |                   | Ruolo | Calciatore         |
| -- | ----------------- | ----- | ------------------ |
|    | Italia (bandiera) | P     | Valerio Bacigalupo |
|    | Italia (bandiera) | A     | Silvio Bandini     |
|    | Italia (bandiera) | A     | Guido Boldi        |
|    | Italia (bandiera) | P     | Luigi Caburri      |
|    | Italia (bandiera) | D     | Aldo Cattaneo      |
|    | Italia (bandiera) | A     | Mario Ceriani      |
|    | Italia (bandiera) | C     | Luigi Cortiana     |
|    | Italia (bandiera) | D     | Livio De Boni      |
|    | Italia (bandiera) | A     | Luigi Dodi         |
|    | Italia (bandiera) | A     | Sergio Doglio      |
|    | Italia (bandiera) | A     | Aldo Ferrara       |
|    | Italia (bandiera) | A     | Aldo Fumagalli     |
|    | Italia (bandiera) | A     | Mario Ghiglione    |

| N. |                   | Ruolo | Calciatore           |
| -- | ----------------- | ----- | -------------------- |
|    | Italia (bandiera) | C     | Sergio Lamberto      |
|    | Italia (bandiera) | C     | Claudio Lugaro       |
|    | Italia (bandiera) | D     | Lino Morchio         |
|    | Italia (bandiera) | C     | Carlo Paoletti       |
|    | Italia (bandiera) | C     | Mario Reghelin       |
|    | Italia (bandiera) | D     | Erminio Rosso        |
|    | Italia (bandiera) | C     | Angelo Siccardi      |
|    | Italia (bandiera) | A     | Ernesto Tomasi       |
|    | Italia (bandiera) | A     | Teodoro Zanini       |
|    | Italia (bandiera) | D     | Mario Zanni          |
|    | Italia (bandiera) | C     | Massimiliano Zandali |
|    | Italia (bandiera) | D     | Corrado Zorzin       |

## Risultati

### Serie B

#### Girone di andata
| Arbitro: | Mazza (Torre del Greco) |

|           |           |            |
| Preti 12’ | Marcatori | 9’ Bandini |

| Arbitro: | Francini (Viareggio) |

|               |           |                 |
| Fumagalli 50’ | Marcatori | 1’ U. Guarnieri |

| Arbitro: | Gamba (Napoli) |

|                                        |           |  |
| Costanzo 52’, 80’, 82’ Carapellese 70’ | Marcatori |  |

| Arbitro: | Viarengo (Asti) |

|            |           |             |
| Zorzin 67’ | Marcatori | 10’ Bisogni |

| Arbitro: | Gnocchini (Alessandria) |

|                                          |           |                      |
| Re Dionigi 1’ Martelli 10’ Perazzolo 44’ | Marcatori | 80’ (rig.) Fumagalli |

| Arbitro: | Bertolio (Torino) |

|                                                   |           |                |
| Zanini 4’ Ghiglione 35’ Fumagalli 40’, 79’ (rig.) | Marcatori | 15’ Bulgarelli |

| Arbitro: | Poggipollini (Ferrara) |

|                                           |           |  |
| Foglia 5’, 88’ Fibbi 10’, 85’ Lacelli 21’ | Marcatori |  |

| Arbitro: | G. Rossi (Milano) |

|           |           |  |
| Zanni 77’ | Marcatori |  |

| Arbitro: | Bianchi (Firenze) |

|                                          |           |  |
| Frossi 19’ Fornasaris 49’, 55’ Dondi 79’ | Marcatori |  |

| Arbitro: | Silvano (Torino) |

|              |           |                           |
| Paoletti 63’ | Marcatori | 46’, 54’ Vigo 77’ Paolini |

| Arbitro: | Colonna (Bari) |

|                 |           |  |
| Tontodonati 82’ | Marcatori |  |

| Arbitro: | Canavesio (Torino) |

|           |           |  |
| Viani 27’ | Marcatori |  |

| Arbitro: | Viarengo (Asti) |

|                   |           |  |
| Tomasi 77’ (rig.) | Marcatori |  |

| Arbitro: | Barion (Bologna) |

|                                           |           |                           |
| Orzan 6’, 36’ Obuel 20’ Cozzarin 23’, 84’ | Marcatori | 70’ Fumagalli 87’ Bandini |

| Arbitro: | Milanone (Biella) |

|                                     |           |                          |
| Fumagalli 50’ Bandini 62’ Zanni 64’ | Marcatori | 24’ Pellegatta 43’ Polak |

| Arbitro: | Zavattaro (Casale Monferrato) |

|                        |           |                       |
| Dodi 29’, 90+1’ (rig.) | Marcatori | 35’ Galassi 62’ Bazan |

| Arbitro: | Da Broj (Forlì) |

|                              |           |  |
| Coppa 32’ Bandirali 56’, 62’ | Marcatori |  |

#### Girone di ritorno
| Arbitro: | Silvano (Torino) |

|               |           |  |
| Ghiglione 36’ | Marcatori |  |

| Arbitro: | Rizzo (Messina) |

|                                   |           |  |
| Montanari 32’, 65’, 68’ Sacco 80’ | Marcatori |  |

| Arbitro: | Donati (Milano) |

|            |           |              |
| Bandini 6’ | Marcatori | 84’ Costanzo |

| Arbitro: | Malingher (Roma) |

|                                                 |           |  |
| Romani 5’ Conti 19’ Ratti 23’ (rig.) Ghezzi 67’ | Marcatori |  |

| Arbitro: | Canavesio (Torino) |

|       |           |                       |
| Zanni | Marcatori | Romanini 70’ Martelli |

| Arbitro: | Marini (Monfalcone) |

|                           |           |               |
| Banfi 20’, 60’ Zironi 29’ | Marcatori | 81’ Ghiglione |

| Arbitro: | Mondani (Milano) |

|                                          |           |  |
| Ghiglione 67’ Cortiana 81’ Fumagalli 84’ | Marcatori |  |

| Arbitro: | Goracci (Firenze) |

|                                         |           |  |
| C. Villa 37’ Pombia 52’, 89’ Molina 81’ | Marcatori |  |

| Arbitro: | Neri (Vicenza) |

|  |           |                           |
|  | Marcatori | 35’ Boniforti 62’ Colombi |

| Arbitro: | Di Pasquale (Varese) |

|                      |           |  |
| Vigo 18’ Paolini 59’ | Marcatori |  |

| Arbitro: | Zelocchi (Modena) |

|               |           |                                                               |
| Fumagalli 23’ | Marcatori | 30’ Creziato 65’ Lanciaprima 70’ C. Guarnieri 72’ Tontodonati |

| Arbitro: | Scotto (Savona) |

|  |           |                          |
|  | Marcatori | 48’ Busani 84’ Cadregari |

| Arbitro: | Marini (Monfalcone) |

|                             |           |            |
| Bramanti 29’ Mazza 69’, 79’ | Marcatori | 83’ Doglio |

| Arbitro: | Silvano (Torino) |

|  |           |                             |
|  | Marcatori | 49’, 70’ Orzan 66’ Cozzarin |

| Arbitro: | Verrocchio (Pescara) |

|                                                             |           |  |
| Giangolini 44’, 59’ Toffolini 48’ Bassetto 57’ Ulivieri 78’ | Marcatori |  |

| Palermo 30 maggio 1943 33ª giornata | Palermo-Juventina | – Partita non disputata per l'esclusione del Palermo | Savona | Stadio Michele Marrone |

| Arbitro: | Viarengo (Asti) |

|              |           |  |
| Lamberto 89’ | Marcatori |  |

### Coppa Italia
| Arbitro: | Silvano (Torino) |

|                                                               |           |            |
| Capra 23’, 60’ Spirolazzi 63’, 78’ Bandirali 74’ Cattaneo 85’ | Marcatori | 3’ Bandini |